# تآثر البروتين والليبيد

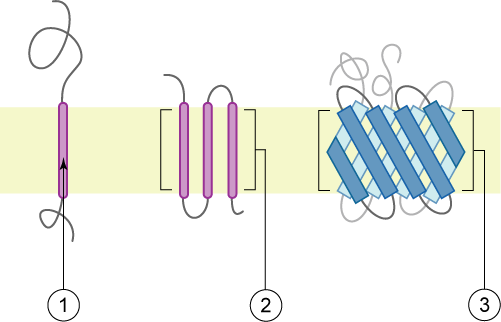

تآثر البروتين والليبيد (بالإنجليزية: Protein–lipid interaction)‏ هو تأثير بروتينات الغشاء على الحالة الطبيعية للدهون أو العكس.
الأسئلة ذات الصلة بفهم هيكل ووظيفة الغشاء هي:
1. هل ترتبط بروتينات الغشاء الداخلي بإحكام بالدهون، وما هي حالة المادة لطبقة الليبيد المجاورة للبروتين؟
2. هل بروتينات الغشاء لها تأثيرات بعيدة المدى على ترتيب أو حركة الدهون الغشائية؟
3. كيف تؤثر الدهون على هيكل أو وظيفة البروتينات الغشائية؟
4. كيف يتفاعل بروتين غشاء محيطي الذي يرتبط بسطح الطبقة مع الدهون وتؤثر على سلوكها؟

## ارتباط الليبيد بالبروتينات داخلية المنشأ في الطبقة المزدوجة
- يتضمن جهد البحث الكبير طرقًا لمعرفة ما إذا كانت البروتينات تحتوي على مواقع خاصة للارتباط بدهون معينة وما إذا كان يمكن اعتبار مركبات البروتين والليبيد طويلة الأمد حسب ترتيب الوقت اللازم لتقلُّب إنزيم نموذجي أي 10−3 ثوانٍ، وهذا معروف الآن من خلال استخدام أساليب  2H-NMR والرنين المغناطيسي الإلكتروني والفلورية.
- هناك طريقتان تستخدمان لقياس الانجذاب النسبي لليبيد المرتبطة ببروتينات معينة من الغشاء، تتضمن هذه استخدام نظائر الدهون في حويصلة دهن فوسفوري المعاد تكوينها والتي تحتوي على بروتين مهم:

1. يتم تقييد دهن فوسفوري موسوم بالغزل حركيًا عندما تكون مجاورة لبروتينات الغشاء، والنتيجة هي مكون في طيف رنين مغناطيسي إلكتروني الذي يتم توسيعه، يمكن تحليل الطيف التجريبي كمجموع المكونين: وهما نوعان: نوع سريع التشدف في كتلة طور الليبيد مع طيف حاد، والآخر مقيّد الحركة مجاور للبروتين، يتسبب تمسخ البروتين الغشائي في زيادة توسيع نطاق وسم الرنين المغناطيسي الإلكتروني ويُلقي المزيد من الضوء على تآثرات البروتينات الليبيدية الغشائية.[1]
2. تُعد مشتقات الليبيد الموسوم بالغزل والمبرمن قادرة على استخماد التألق داخلي المنشأ للتريبتوفان من بروتينات الغشاء، تعتمد كفاءة الاستخماد على المسافة بين مشتق الليبيد والتريبتوفان المتألق.

## اضطرابات في الطبقة الدهنية المزدوجة بسبب وجود بروتينات الغشاء الجانبي
توضح معظم تجارب 2H-NMR مع الشحمات الفسفورية التي تُعالج بالديوتريوم أن وجود البروتينات له تأثير ضئيل على إما وسيط ترتيب الليبيد في الطبقة المزدوجة أو ديناميكا الليبيد وفقًا لقياس أوقات الاسترخاء، العرض العام الناتج عن تجارب الرنين المغناطيسي النووي هو:
1. أن معدل التبادل بين ليبيد الحد والليبيد الحر سريع 107 ثانية−1.
2. أن وسيط ترتيب ليبيد الحد المرتبطة تتأثر لكونها مجاورة للبروتينات.
3. أن ديناميكا إعادة توجيه مجموعة أسيل تباطأت قليلاً فقط في نطاق تردد 109 ثانية−1.
4. أن توجه وديناميكيات المجموعات الرءوس القطبية لا تتأثر بأي شكل جوهري من خلال كونها مجاورة لبروتين عبر غشائي، يعطي طيف 13C-NMR أيضًا معلومات حول تآثر البروتين والليبيد المحدِّد للأغشية الحيوية.[2]

استُخدمت النتائج الحديثة باستخدام طرق بصرية غير مسماة مثل قياس التداخل ثنائي الاستقطاب الذي يقيس الانكسار الثنائي (أو الترتيب) في طبقات الليبيد المزدوجة لإظهار كيف يمكن أن يؤثر تآثر الببتيد والبروتين على ترتيب الطبقة المزدوجة، وتوضيح تحديدًا الوقت الحقيقي للارتباط بالطبقة المزدوجة و تركيز الببتيد الحرج وبعد ذلك تخترق الببتيدات وتُمزق الترتيب المزدوج.

## ديناميكيات السلسلة الصلبة للبروتينات الغشائية
تقنيات الرنين المغناطيسي النووي ذات الحالة الصلبة لديها القدرة على إنتاج معلومات تفصيلية حول ديناميكيات بقايا الأحماض الأمينية الفردية داخل بروتين الغشاء، ومع ذلك فإنه يمكن أن تتطلب التقنيات كميات كبيرة (100-200 مجم) من البروتينات المسماة بالنظائر وتكون أكثر إفادة عند تطبيقها على البروتينات الصغيرة حيث تكون المهام الطيفية ممكنة.

## ارتباط بروتينات الغشاء المحيطي بالطبقة الدهنية المزدوجة
ترتبط العديد من البروتينات الغشائية المحيطية بالغشاء بشكل أساسي من خلال التفاعل مع بروتين غشائي مدمج، ولكن هناك مجموعة متنوعة من البروتينات التي تتفاعل بشكل مباشر مع لبيد ثنائي الطبقة، بينما البعض مثل البروتين المياليني القاعدي و السبكترين لها أدوار هيكلية بشكل أساسي، يمكن أن يرتبط عدد من البروتينات القابلة للذوبان (الانحلالية) في الماء بسطح الطبقة المزدوجة بشكل عابر أو تحت ظروف محددة.
عمليات الطي على نحو سيء للبروتين التي عادة ما تكشف عن مناطق كارهة للماء منه، وغالبًا ما ترتبط مع الربط بالأغشية الليبيدية والتكدس اللاحق على سبيل المثال أثناء الاضطرابات العصبية التنكسية (تحلل عصبي) وضغط نفسي واستماتة الخلايا.